# Nizina Penżyńska
Nizina Penżyńska (ros. Пенжинская низменность) – nizina w azjatyckiej części Rosji, w Kraju Kamczackim.
Obejmuje obniżenie śródgórskie, otoczone od zachodu Górami Kołymskimi, od wschodu Górami Penżyńskimi; długość ok. 300 km, szerokość do 100 km; zbudowana z piaszczysto-gliniastych aluwiów rzecznych i morskich; klimat umiarkowany chłodny, kontynentalny; silnie zabagniona; roślinność bagienna i tajga modrzewiowa.
Przez Nizinę Penżyńską płynie Penżyna i jej dopływy.